# Гордаланн
Гордаланн (норв. Hordaland) — один із колишніх норвезьких фюльке (районів). Розташовувався в центральній частині Вестланна (Західна Норвегія), на узбережжі Атлантики. Адміністративний центр — місто Берген. Межував із фюльке Согн-ог-Ф'юране, Бускеру, Телемарк і Ругаланн.

## Географія
Мав вигляд напівкруглої форми, розташований на західному узбережжі Норвегії. У фюльке є близько половини національного парку Гардангер-фіорда. Місцевість відома водоспадами, наприклад, Ворінгфоссеном і льодовиками.
Понад 60 % жителів провінції — у Бергені та його околицях.

## Історія
Провінція Гордаланн існує вже понад 1 000 років. З VII століття його площа складалася з безлічі дрібних графств. На початку XVI століття Норвегія поділялась на чотири лени. Бергенський лен із центром у Бергені охоплював більшу частину західної та північної Норвегії [5].
1662 року лени були замінені на амти. Бергенський амт складався з Гордаланну, Согн-ог-Ф'юране, Трумса і Нурланну. 1763 року амт поділили на північну і південну частини. 1919 року з'явилася назва Гордаланн.
Місто Берген у 1831-1972 роках існувало як місто-графство[джерело?]. 1915 року район Орстад приєднали до Бергену. 1972 року сусідні муніципальні утворення Арна, Фана, Лаксерваг і Осане були приєднані до міста Берген. Пізніше Берген утратив свій статус графства і став частиною фюльке Гордаланн.

## Адміністративний поділ
1837 року графства були розділені на місцеві адміністративні одиниці. Тепер у фюльке Гордаланн є 33 комуни.

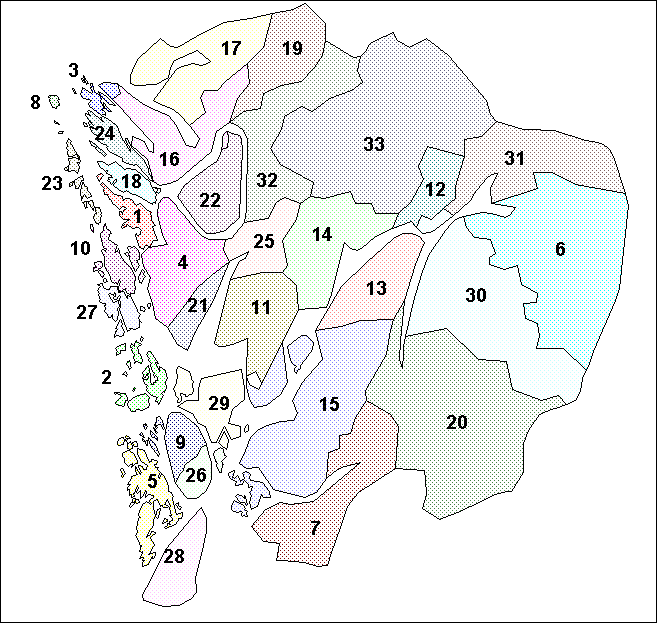
283.993x283.993пкс

## Райони
Гордаланн умовно ділився на кілька традиційних районів. Внутрішні райони Гордангер і Восс і прибережні райони Північний, Середній і Південний Гордаланн.

Карта комун Гордаланна:
Північний Гордаланн
Середній Гордаланн
Південний Гордаланн
Гардангер
Восс

## Регіони-побратими
Гордаланн має такі офіційні регіони-побратими:
- Нижня Нормандія, Франція
- Кардіфф, Уельс, Велика Британія
- Каунас, Литва
- Оркнейські острови, Шотландія, Велика Британія